# Diamond League

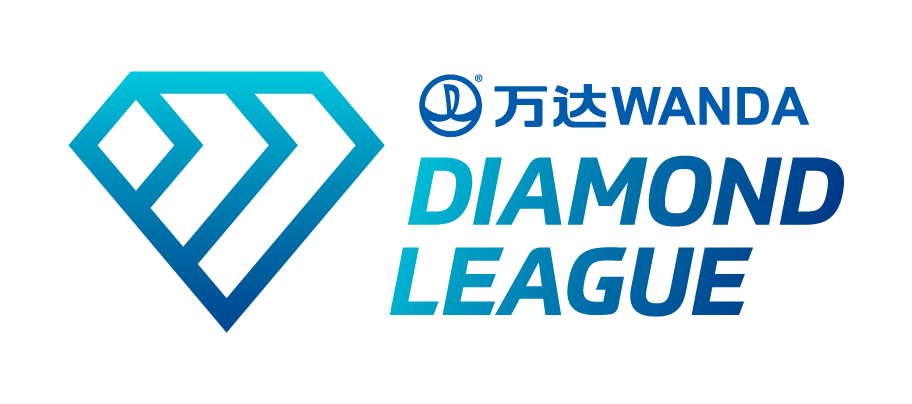
Logo der Wanda Diamond League

Logo des Leichtathletikweltverbands World Athletics

Die Diamond League (2011 bis 2013 Samsung Diamond League, seit 2020 Wanda Diamond League) ist eine jährlich stattfindende Serie von Leichtathletikveranstaltungen, die seit 2010 ausgetragen wird. Sie wird vom Weltverband World Athletics (bis 2019: IAAF) organisiert. Der Vorgänger war die IAAF Golden League.

## Wettbewerbsformat

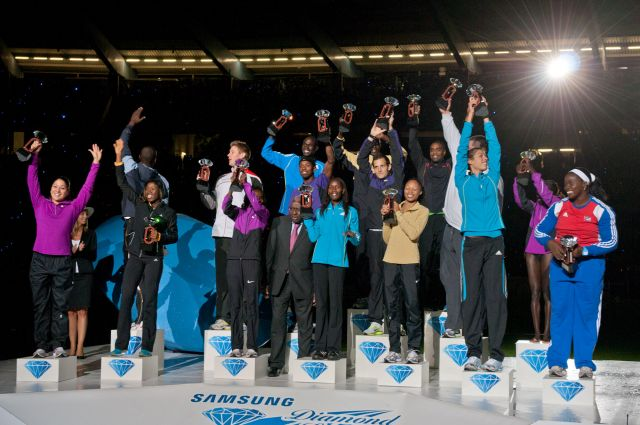
Disziplinsieger der Diamond League 2010

Die Diamond League umfasst insgesamt 32 verschiedene Disziplinen. Bei jedem Meeting finden Wettbewerbe in 16 der Disziplinen statt. Die Auswahl kann sich von Jahr zu Jahr ändern. Eine Ausnahme bildet der zweitägige Aviva London Grand Prix mit 27 Disziplinen.
Für jede Disziplin gibt es eine Gesamtwertung, das sogenannte Diamond Race. Dabei werden pro Disziplin von sieben Meetings die Ergebnisse gewertet. Pro Veranstaltung erhalten die drei Erstplatzierten in jedem Wettbewerb Punkte: für einen ersten Platz vier Punkte, für einen zweiten Platz zwei Punkte und für einen dritten Platz ein Punkt. Bei der letzten Austragung einer Disziplin in einer Saison werden die erreichbaren Punkte verdoppelt. Am Ende der Saison gewinnt jeweils derjenige Athlet, der die meisten Punkte gesammelt hat, jedoch muss er das Saisonfinale, also die letzte Austragung seiner Disziplin bestritten haben. Bei Gleichstand entscheidet zunächst die Zahl der Einzelsiege, dann die Einzelresultate.

### Umstrukturierung
Die IAAF gab am 10. November 2017 bekannt, dass sich die Generalversammlung der Diamond League auf eine Neustrukturierung der Serie verständigte. So wird der weltweite Leichtathletikkalender überarbeitet und eine Weltrangliste für alle Disziplinen eingeführt, wobei die Änderungen ab der Saison 2020 greifen und im ersten Quartal 2018 bekannt gegeben werden sollen.

## Preisgelder
Bei jedem Meeting der Diamond League werden in jedem Einzelwettbewerb Preisgelder an die ersten Acht ausgeschüttet.

## Hauptsponsor
Seit der zweiten Ausgabe der Diamond League im Jahr 2011 war der südkoreanische Mischkonzern Samsung Hauptsponsor. Anfang April 2013 wurde bekanntgegeben, dass eine Vertragsverlängerung für die Saison 2013 gescheitert sei. Die Austragung der Wettkämpfe war aber nicht gefährdet. 2010, 2013 und 2014 hieß die Veranstaltung IAAF Diamond League, ab 2015 nur noch Diamond League. Seit 2020 ist der chinesische Konzern Wanda Group Namensgeber der Veranstaltung. Der Vertrag hat eine Laufzeit von zehn Jahren.

## Berichterstattung
Am 12. Mai 2021 wurde bekannt, dass Sky Sport sich exklusiv die Rechte für die Übertragung der Wettkämpfe von 2021 bis 2023 sicherte. Zuvor wurde von den Meetings im Rahmen der Übertragungen von Eurosport berichtet.

## Veranstaltungen
2010
| Datum               | Veranstaltung                   | Stadion                               | Stadt         | Land                   |
| ------------------- | ------------------------------- | ------------------------------------- | ------------- | ---------------------- |
| 14. Mai 2010        | Qatar Athletic Super Grand Prix | Qatar SC Stadium                      | Doha          | Katar                  |
| 23. Mai 2010        | Shanghai Golden Grand Prix      | Shanghai-Stadion                      | Shanghai      | Volksrepublik China    |
| 4. Juni 2010        | Bislett Games                   | Bislett-Stadion                       | Oslo          | Norwegen               |
| 10. Juni 2010       | Golden Gala                     | Olympiastadion                        | Rom           | Italien                |
| 12. Juni 2010       | Adidas Grand Prix               | Icahn Stadium                         | New York City | Vereinigte Staaten     |
| 3. Juli 2010        | Prefontaine Classic             | Hayward Field                         | Eugene        | Vereinigte Staaten     |
| 8. Juli 2010        | Athletissima                    | Stade Olympique de la Pontaise        | Lausanne      | Schweiz                |
| 10. Juli 2010       | British Grand Prix              | Gateshead International Stadium       | Gateshead     | Vereinigtes Königreich |
| 16. Juli 2010       | Meeting Areva                   | Stade de France                       | Saint-Denis   | Frankreich             |
| 22. Juli 2010       | Herculis                        | Stade Louis II                        | Monaco        | Monaco                 |
| 6. August 2010      | DN Galan                        | Olympiastadion                        | Stockholm     | Schweden               |
| 13.–14. August 2010 | London Grand Prix               | Crystal Palace National Sports Centre | London        | Vereinigtes Königreich |
| 19. August 2010     | Weltklasse Zürich               | Letzigrund                            | Zürich        | Schweiz                |
| 27. August 2010     | Memorial Van Damme              | König-Baudouin-Stadion                | Brüssel       | Belgien                |

2011
| Datum              | Veranstaltung                     | Stadion                               | Stadt         | Land                   |
| ------------------ | --------------------------------- | ------------------------------------- | ------------- | ---------------------- |
| 6. Mai 2011        | Doha 2011                         | Qatar SC Stadium                      | Doha          | Katar                  |
| 15. Mai 2011       | Dunlop Shanghai Golden Grand Prix | Shanghai-Stadion                      | Shanghai      | Volksrepublik China    |
| 26. Mai 2011       | Compeed Golden Gala               | Olympiastadion                        | Rom           | Italien                |
| 4. Juni 2011       | Prefontaine Classic               | Hayward Field                         | Eugene        | Vereinigte Staaten     |
| 9. Juni 2011       | ExxonMobil Bislett Games          | Bislett-Stadion                       | Oslo          | Norwegen               |
| 11. Juni 2011      | Adidas Grand Prix                 | Icahn Stadium                         | New York City | Vereinigte Staaten     |
| 30. Juni 2011      | Athletissima                      | Stade Olympique de la Pontaise        | Lausanne      | Schweiz                |
| 8. Juli 2011       | Meeting Areva                     | Stade de France                       | Saint-Denis   | Frankreich             |
| 10. Juli 2011      | Aviva Birmingham Grand Prix       | Alexander Stadium                     | Birmingham    | Vereinigtes Königreich |
| 22. Juli 2011      | Herculis                          | Stade Louis II                        | Monaco        | Monaco                 |
| 29. Juli 2011      | DN Galan                          | Olympiastadion                        | Stockholm     | Schweden               |
| 5.–6. August 2011  | Aviva London Grand Prix           | Crystal Palace National Sports Centre | London        | Vereinigtes Königreich |
| 8. September 2011  | Weltklasse Zürich                 | Letzigrund                            | Zürich        | Schweiz                |
| 16. September 2011 | Memorial Van Damme                | König-Baudouin-Stadion                | Brüssel       | Belgien                |

2012
| Datum             | Veranstaltung               | Stadion                               | Stadt         | Land                   |
| ----------------- | --------------------------- | ------------------------------------- | ------------- | ---------------------- |
| 11. Mai 2012      | Doha 2012                   | Qatar SC Stadium                      | Doha          | Katar                  |
| 19. Mai 2012      | Shanghai Golden Grand Prix  | Shanghai-Stadion                      | Shanghai      | Volksrepublik China    |
| 31. Mai 2012      | Compeed Golden Gala         | Olympiastadion                        | Rom           | Italien                |
| 2. Juni 2012      | Prefontaine Classic         | Hayward Field                         | Eugene        | Vereinigte Staaten     |
| 7. Juni 2012      | Bislett Games               | Bislett-Stadion                       | Oslo          | Norwegen               |
| 9. Juni 2012      | Adidas Grand Prix           | Icahn Stadium                         | New York City | Vereinigte Staaten     |
| 6. Juli 2012      | Meeting Areva               | Stade de France                       | Saint-Denis   | Frankreich             |
| 13.–14. Juli 2012 | Aviva London Grand Prix     | Crystal Palace National Sports Centre | London        | Vereinigtes Königreich |
| 20. Juli 2012     | Herculis                    | Stade Louis II                        | Monaco        | Monaco                 |
| 17. August 2012   | DN Galan                    | Olympiastadion                        | Stockholm     | Schweden               |
| 23. August 2012   | Athletissima                | Stade Olympique de la Pontaise        | Lausanne      | Schweiz                |
| 26. August 2012   | Aviva Birmingham Grand Prix | Alexander Stadium                     | Birmingham    | Vereinigtes Königreich |
| 30. August 2012   | Weltklasse Zürich           | Letzigrund                            | Zürich        | Schweiz                |
| 7. September 2012 | Memorial Van Damme          | König-Baudouin-Stadion                | Brüssel       | Belgien                |

2013
| Datum             | Veranstaltung                           | Stadion                        | Stadt         | Land                   |
| ----------------- | --------------------------------------- | ------------------------------ | ------------- | ---------------------- |
| 10. Mai 2013      | Doha 2013                               | Qatar SC Stadium               | Doha          | Katar                  |
| 18. Mai 2013      | IAAF Diamond League Shanghai            | Shanghai-Stadion               | Shanghai      | Volksrepublik China    |
| 25. Mai 2013      | Adidas Grand Prix                       | Icahn Stadium                  | New York City | Vereinigte Staaten     |
| 1. Juni 2013      | Prefontaine Classic                     | Hayward Field                  | Eugene        | Vereinigte Staaten     |
| 6. Juni 2013      | Compeed Golden Gala                     | Olympiastadion                 | Rom           | Italien                |
| 13. Juni 2013     | Bislett Games                           | Bislett-Stadion                | Oslo          | Norwegen               |
| 30. Juni 2013     | British Athletics Birmingham Grand Prix | Alexander Stadium              | Birmingham    | Vereinigtes Königreich |
| 4. Juli 2013      | Athletissima                            | Stade Olympique de la Pontaise | Lausanne      | Schweiz                |
| 6. Juli 2013      | Meeting Areva                           | Stade de France                | Saint-Denis   | Frankreich             |
| 19. Juli 2013     | Herculis                                | Stade Louis II                 | Monaco        | Monaco                 |
| 26.–27. Juli 2013 | London Anniversary Games                | Olympiastadion                 | London        | Vereinigtes Königreich |
| 23. August 2013   | DN Galan                                | Olympiastadion                 | Stockholm     | Schweden               |
| 29. August 2013   | Weltklasse Zürich                       | Letzigrund                     | Zürich        | Schweiz                |
| 6. September 2013 | Memorial Van Damme                      | König-Baudouin-Stadion         | Brüssel       | Belgien                |

2014
| Datum             | Veranstaltung                           | Stadion                        | Stadt          | Land                   |
| ----------------- | --------------------------------------- | ------------------------------ | -------------- | ---------------------- |
| 9. Mai 2014       | Doha 2014                               | Qatar SC Stadium               | Doha           | Katar                  |
| 18. Mai 2014      | IAAF Diamond League Shanghai            | Shanghai-Stadion               | Shanghai       | Volksrepublik China    |
| 31. Mai 2014      | Prefontaine Classic                     | Hayward Field                  | Eugene, Oregon | Vereinigte Staaten     |
| 5. Juni 2014      | Compeed Golden Gala                     | Olympiastadion                 | Rom            | Italien                |
| 11. Juni 2014     | Bislett Games                           | Bislett-Stadion                | Oslo           | Norwegen               |
| 14. Juni 2014     | Adidas Grand Prix                       | Icahn Stadium                  | New York City  | Vereinigte Staaten     |
| 3. Juli 2014      | Athletissima                            | Stade Olympique de la Pontaise | Lausanne       | Schweiz                |
| 5. Juli 2014      | Meeting Areva                           | Stade de France                | Saint-Denis    | Frankreich             |
| 11.–12. Juli 2014 | Glasgow Grand Prix                      | Hampden Park                   | Glasgow        | Schottland             |
| 18. Juli 2014     | Herculis                                | Stade Louis II                 | Monaco         | Monaco                 |
| 21. August 2014   | DN Galan                                | Olympiastadion                 | Stockholm      | Schweden               |
| 24. August 2014   | British Athletics Birmingham Grand Prix | Alexander Stadium              | Birmingham     | Vereinigtes Königreich |
| 28. August 2014   | Weltklasse Zürich                       | Letzigrund                     | Zürich         | Schweiz                |
| 5. September 2014 | Memorial Van Damme                      | König-Baudouin-Stadion         | Brüssel        | Belgien                |

Auch für die Saison 2014 blieb die Zusammensetzung der Diamond League bis auf kleine Änderungen bei den Austragungsorten nahezu unverändert. Aufgrund größerer Bauarbeiten im Olympiastadion London wurden der London Grand Prix unter dem Namen Glasgow Grand Prix im schottischen Glasgow ausgetragen. Dennoch wurde in diesem Jahr ein anderes ähnliches Meeting in London ausgetragen, das allerdings nicht Teil der Diamond League war, und unter dem Namen 2014 Sainsbury’s Anniversary Games stattfand.
2015
| Datum              | Veranstaltung                           | Stadion                        | Stadt          | Land                   |
| ------------------ | --------------------------------------- | ------------------------------ | -------------- | ---------------------- |
| 15. Mai 2015       | Doha 2015                               | Qatar SC Stadium               | Doha           | Katar                  |
| 17. Mai 2015       | IAAF Diamond League Shanghai            | Shanghai-Stadion               | Shanghai       | Volksrepublik China    |
| 30. Mai 2015       | Prefontaine Classic                     | Hayward Field                  | Eugene, Oregon | Vereinigte Staaten     |
| 4. Juni 2015       | Compeed Golden Gala                     | Olympiastadion                 | Rom            | Italien                |
| 7. Juni 2015       | British Athletics Birmingham Grand Prix | Alexander Stadium              | Birmingham     | Vereinigtes Königreich |
| 11. Juni 2015      | Bislett Games                           | Bislett-Stadion                | Oslo           | Norwegen               |
| 13. Juni 2015      | Adidas Grand Prix                       | Icahn Stadium                  | New York City  | Vereinigte Staaten     |
| 4. Juli 2015       | Meeting Areva                           | Stade de France                | Saint-Denis    | Frankreich             |
| 9. Juli 2015       | Athletissima                            | Stade Olympique de la Pontaise | Lausanne       | Schweiz                |
| 17. Juli 2015      | Herculis                                | Stade Louis II                 | Monaco         | Monaco                 |
| 25.–26. Juli 2015  | London Grand Prix                       | Olympiastadion London          | London         | Vereinigtes Königreich |
| 30. Juli 2015      | Bauhaus-Galan                           | Olympiastadion                 | Stockholm      | Schweden               |
| 3. September 2015  | Weltklasse Zürich                       | Letzigrund                     | Zürich         | Schweiz                |
| 11. September 2015 | Memorial Van Damme                      | König-Baudouin-Stadion         | Brüssel        | Belgien                |

2016
| Datum         | Veranstaltung                                           | Stadion                               | Stadt       | Land                   |
| ------------- | ------------------------------------------------------- | ------------------------------------- | ----------- | ---------------------- |
| 6. Mai 2016   | Qatar Athletic Super Grand Prix                         | Qatar SC Stadium                      | Doha        | Katar                  |
| 14. Mai 2016  | Shanghai Golden Grand Prix                              | Shanghai-Stadion                      | Shanghai    | Volksrepublik China    |
| 22. Mai 2016  | Meeting International Mohammed VI d’Athlétisme de Rabat | Stade Moulay Abdallah                 | Rabat       | Marokko                |
| 27. Mai 2016  | Prefontaine Classic                                     | Hayward Field                         | Eugene      | Vereinigte Staaten     |
| 2. Juni 2016  | Golden Gala                                             | Olympiastadion                        | Rom         | Italien                |
| 5. Juni 2016  | British Grand Prix                                      | Alexander Stadium                     | Birmingham  | Vereinigtes Königreich |
| 9. Juni 2016  | Bislett Games                                           | Bislett-Stadion                       | Oslo        | Norwegen               |
| 16. Juni 2016 | Bauhaus-Galan                                           | Olympiastadion                        | Stockholm   | Schweden               |
| 15. Juli 2016 | Herculis                                                | Stade Louis II                        | Monaco      | Monaco                 |
| 23. Juli 2016 | London Grand Prix                                       | Crystal Palace National Sports Centre | London      | Vereinigtes Königreich |
| 25. Aug. 2016 | Athletissima                                            | Stade Olympique de la Pontaise        | Lausanne    | Schweiz                |
| 27. Aug. 2016 | Meeting de Paris                                        | Stade de France                       | Saint-Denis | Frankreich             |
| 1. Sep. 2016  | Weltklasse Zürich                                       | Letzigrund                            | Zürich      | Schweiz                |
| 9. Sep. 2016  | Memorial Van Damme                                      | König-Baudouin-Stadion                | Brüssel     | Belgien                |

2017
| Datum         | Veranstaltung                                           | Stadion                        | Stadt      | Land                   |
| ------------- | ------------------------------------------------------- | ------------------------------ | ---------- | ---------------------- |
| 5. Mai 2017   | Doha Diamond League                                     | Qatar SC Stadium               | Doha       | Katar                  |
| 13. Mai 2017  | Shanghai Golden Grand Prix                              | Shanghai-Stadion               | Shanghai   | Volksrepublik China    |
| 27. Mai 2017  | Prefontaine Classic                                     | Hayward Field                  | Eugene     | Vereinigte Staaten     |
| 8. Juni 2017  | Golden Gala                                             | Olympiastadion                 | Rom        | Italien                |
| 15. Juni 2017 | Bislett Games                                           | Bislett-Stadion                | Oslo       | Norwegen               |
| 18. Juni 2017 | Bauhaus-Galan                                           | Olympiastadion                 | Stockholm  | Schweden               |
| 1. Juli 2017  | Meeting de Paris                                        | Stade Charléty                 | Paris      | Frankreich             |
| 6. Juli 2017  | Athletissima                                            | Stade Olympique de la Pontaise | Lausanne   | Schweiz                |
| 9. Juli 2017  | London Grand Prix                                       | Olympiastadion London          | London     | Vereinigtes Königreich |
| 16. Juli 2017 | Meeting International Mohammed VI d’Athlétisme de Rabat | Stade Moulay Abdallah          | Rabat      | Marokko                |
| 21. Juli 2017 | Herculis                                                | Stade Louis II                 | Monaco     | Monaco                 |
| 20. Aug. 2017 | Grand Prix Birmingham                                   | Alexander Stadium              | Birmingham | Vereinigtes Königreich |
| 24. Aug. 2017 | Weltklasse Zürich                                       | Letzigrund                     | Zürich     | Schweiz                |

2018
| Datum         | Veranstaltung                                           | Stadion                        | Stadt      | Land                   |
| ------------- | ------------------------------------------------------- | ------------------------------ | ---------- | ---------------------- |
| 4. Mai 2018   | Doha Diamond League                                     | Qatar SC Stadium               | Doha       | Katar                  |
| 12. Mai 2018  | Shanghai Golden Grand Prix                              | Shanghai-Stadion               | Shanghai   | Volksrepublik China    |
| 26. Mai 2018  | Prefontaine Classic                                     | Hayward Field                  | Eugene     | Vereinigte Staaten     |
| 31. Mai 2018  | Golden Gala                                             | Olympiastadion                 | Rom        | Italien                |
| 7. Juni 2018  | Bislett Games                                           | Bislett-Stadion                | Oslo       | Norwegen               |
| 10. Juni 2018 | Bauhaus-Galan                                           | Olympiastadion                 | Stockholm  | Schweden               |
| 30. Juni 2018 | Meeting de Paris                                        | Stade Charléty                 | Paris      | Frankreich             |
| 5. Juli 2018  | Athletissima                                            | Stade Olympique de la Pontaise | Lausanne   | Schweiz                |
| 13. Juli 2018 | Meeting International Mohammed VI d’Athlétisme de Rabat | Stade Moulay Abdallah          | Rabat      | Marokko                |
| 20. Juli 2018 | Herculis                                                | Stade Louis II                 | Monaco     | Monaco                 |
| 21. Juli 2018 | London Grand Prix                                       | Olympiastadion London          | London     | Vereinigtes Königreich |
| 18. Aug. 2018 | Grand Prix Birmingham                                   | Alexander Stadium              | Birmingham | Vereinigtes Königreich |
| 30. Aug. 2018 | Weltklasse Zürich                                       | Letzigrund                     | Zürich     | Schweiz                |
| 31. Aug. 2018 | Memorial Van Damme                                      | König-Baudouin-Stadion         | Brüssel    | Belgien                |

2019
| Datum         | Veranstaltung                                           | Stadion                        | Stadt      | Land                   |
| ------------- | ------------------------------------------------------- | ------------------------------ | ---------- | ---------------------- |
| 3. Mai 2019   | Doha Diamond League                                     | Qatar SC Stadium               | Doha       | Katar                  |
| 18. Mai 2019  | Shanghai Golden Grand Prix                              | Shanghai-Stadion               | Shanghai   | Volksrepublik China    |
| 30. Mai 2019  | Bauhaus-Galan                                           | Olympiastadion                 | Stockholm  | Schweden               |
| 6. Juni 2019  | Golden Gala                                             | Olympiastadion                 | Rom        | Italien                |
| 13. Juni 2019 | Bislett Games                                           | Bislett-Stadion                | Oslo       | Norwegen               |
| 16. Juni 2019 | Meeting International Mohammed VI d’Athlétisme de Rabat | Stade Moulay Abdallah          | Rabat      | Marokko                |
| 30. Juni 2019 | Prefontaine Classic                                     | Hayward Field                  | Eugene     | Vereinigte Staaten     |
| 5. Juli 2019  | Athletissima                                            | Stade Olympique de la Pontaise | Lausanne   | Schweiz                |
| 12. Juli 2019 | Herculis                                                | Stade Louis II                 | Monaco     | Monaco                 |
| 20. Juli 2019 | London Grand Prix                                       | Olympiastadion London          | London     | Vereinigtes Königreich |
| 18. Aug. 2019 | Grand Prix Birmingham                                   | Alexander Stadium              | Birmingham | Vereinigtes Königreich |
| 24. Aug. 2019 | Meeting de Paris                                        | Stade Charléty                 | Paris      | Frankreich             |
| 28. Aug. 2019 | Weltklasse Zürich                                       | Letzigrund                     | Zürich     | Schweiz                |
| 6. Sep. 2019  | Memorial Van Damme                                      | König-Baudouin-Stadion         | Brüssel    | Belgien                |

2020
| Datum                              | Veranstaltung                                           | Stadion                         | Stadt     | Land                   |
| ---------------------------------- | ------------------------------------------------------- | ------------------------------- | --------- | ---------------------- |
| zunächst verschoben, dann abgesagt | Meeting International Mohammed VI d’Athlétisme de Rabat | Stade Moulay Abdallah           | Rabat     | Marokko                |
| 11. Juni 2020                      | Bislett Games als „Impossible Games“                    | Bislett-Stadion                 | Oslo      | Norwegen               |
| zunächst verschoben, dann abgesagt | London Grand Prix                                       | Olympiastadion London           | London    | Vereinigtes Königreich |
| 14. Aug. 2020                      | Herculis                                                | Stade Louis II                  | Monaco    | Monaco                 |
| 23. Aug. 2020                      | Bauhaus-Galan                                           | Olympiastadion                  | Stockholm | Schweden               |
| 2. Sep. 2020                       | Athletissima                                            | Stade Olympique de la Pontaise  | Lausanne  | Schweiz                |
| 4. Sep. 2020                       | Memorial Van Damme                                      | König-Baudouin-Stadion          | Brüssel   | Belgien                |
| zunächst verschoben, dann abgesagt | Meeting de Paris                                        | Stade Charléty                  | Paris     | Frankreich             |
| 0abgesagt                          | British Grand Prix                                      | Gateshead International Stadium | Gateshead | Vereinigtes Königreich |
| 17. Sep. 2020                      | Golden Gala                                             | Olympiastadion Rom              | Rom       | Italien                |
| 19. Sep. 2020                      | Shanghai Golden Grand Prix                              | Shanghai-Stadion                | Shanghai  | Volksrepublik China    |
| 0abgesagt                          | Weltklasse Zürich ersatzweise „Inspiration Games“       | Letzigrund                      | Zürich    | Schweiz                |
| 25. Sep. 2020                      | Doha Diamond League                                     | Qatar SC Stadium                | Doha      | Katar                  |
| zunächst verschoben, dann abgesagt | Prefontaine Classic                                     | Hayward Field                   | Eugene    | Vereinigte Staaten     |
| 0abgesagt                          |                                                         |                                 |           | Volksrepublik China    |

Wegen der COVID-19-Pandemie wurden Mitte März die ersten drei Veranstaltungen verschoben. In der Folge wurden weitere Veranstaltungen vertagt oder abgeändert. Am 12. Mai veröffentlichten die Diamond-League-Veranstalter einen neuen, verkürzten Zeitplan, wobei die Mehrzahl der ursprünglich 15 geplanten Meetings verschoben wurde, andere sollten in einem veränderten Rahmen stattfinden, wieder andere wurden komplett abgesagt.
Da während der COVID-19-Pandemie keine strukturierte Wettkampfserie möglich ist und die Athleten im Training beeinträchtigt sind, bestehen keine fairen Qualifikationsmöglichkeiten, weshalb keine Diamond-League-Punkte vergeben und keine Disziplinsieger ermittelt werden, und auch keine finale Veranstaltung stattfindet. Jeder Veranstalter hat sein Meeting unter Berücksichtigung der im jeweiligen Land geltenden Richtlinien zur Corona-Krise anzupassen und zwei Monate vor der geplanten Austragung die finale Gestaltung des Meetings bekannt zu geben.
2021
| Datum           | Veranstaltung               | Stadion                          | Stadt     | Land                   |
| --------------- | --------------------------- | -------------------------------- | --------- | ---------------------- |
| 23. Mai 2021    | Müller Grand Prix Gateshead | Gateshead International Stadium  | Gateshead | Vereinigtes Königreich |
| 28. Mai 2021    | Doha Diamond League         | Qatar SC Stadium                 | Doha      | Katar                  |
| 10. Juni 2021   | Golden Gala                 | Stadio Luigi Ridolfi             | Florenz   | Italien                |
| 1. Juli 2021    | Bislett Games               | Bislett-Stadion                  | Oslo      | Norwegen               |
| 4. Juli 2021    | Bauhaus-Galan               | Olympiastadion                   | Stockholm | Schweden               |
| 9. Juli 2021    | Herculis                    | Stade Louis II                   | Monaco    | Monaco                 |
| 13. Juli 2021   | Anniversary Games 2021      | Gateshead International Stadium  | Gateshead | Vereinigtes Königreich |
| 0abgesagt       | Shanghai Golden Grand Prix  | Shanghai-Stadion                 | Shanghai  | Volksrepublik China    |
| 21. Aug. 2021   | Prefontaine Classic         | Hayward Field                    | Eugene    | Vereinigte Staaten     |
| 0abgesagt       |                             |                                  |           | Volksrepublik China    |
| 26. Aug. 2021   | Athletissima                | Stade Olympique de la Pontaise   | Lausanne  | Schweiz                |
| 28. Aug. 2021   | Meeting de Paris            | Stade Charléty                   | Paris     | Frankreich             |
| 3. Sep. 2021    | Memorial Van Damme          | König-Baudouin-Stadion           | Brüssel   | Belgien                |
| 8.–9. Sep. 2021 | Weltklasse Zürich           | Letzigrund und Sechseläutenplatz | Zürich    | Schweiz                |

Bei 13 Veranstaltungen können die Athletinnen und Athleten Punkte sammeln, um sich für das Finale in Zürich am 8. und 9. September 2021 zu qualifizieren, wo sie die „Diamond Trophy“ gewinnen können und zum Wanda Diamond League Meister gekürzt werden. Zudem erhält der Disziplinsieger sowohl bei den Männern als auch bei den Frauen jeweils ein Preisgeld in Höhe von 50.000 US-Dollar (ca. 42.100 Euro).
Am 10. Dezember 2020 veröffentlichte die Wanda Diamond League die Liste der angebotenen Disziplinen bei den 13 Meetings, die weiterhin 32 Wettbewerbe umfasst, nach wie vor gibt es keinen Hammerwurfwettbewerb.
2022
| Datum           | Veranstaltung                                           | Stadion                        | Stadt      | Land                   |
| --------------- | ------------------------------------------------------- | ------------------------------ | ---------- | ---------------------- |
| 13. Mai 2022    | Doha Diamond League                                     | Qatar SC Stadium               | Doha       | Katar                  |
| 21. Mai 2022    | Grand Prix Birmingham                                   | Alexander Stadium              | Birmingham | Vereinigtes Königreich |
| 28. Mai 2022    | Prefontaine Classic                                     | Hayward Field                  | Eugene     | Vereinigte Staaten     |
| 5. Juni 2022    | Meeting International Mohammed VI d’Athlétisme de Rabat | Stade Moulay Abdallah          | Rabat      | Marokko                |
| 9. Juni 2022    | Golden Gala                                             | Olympiastadion                 | Rom        | Italien                |
| 16. Juni 2022   | Bislett Games                                           | Bislett-Stadion                | Oslo       | Norwegen               |
| 18. Juni 2022   | Meeting de Paris                                        | Stade Charléty                 | Paris      | Frankreich             |
| 30. Juni 2022   | Bauhaus-Galan                                           | Olympiastadion                 | Stockholm  | Schweden               |
| 6. Aug. 2022    | Kamila Skolimowska Memorial                             | Stadion Śląski                 | Chorzów    | Polen                  |
| 10. Aug. 2022   | Herculis                                                | Stade Louis II                 | Monaco     | Monaco                 |
| 26. Aug. 2022   | Athletissima                                            | Stade Olympique de la Pontaise | Lausanne   | Schweiz                |
| 2. Sep. 2022    | Memorial Van Damme                                      | König-Baudouin-Stadion         | Brüssel    | Belgien                |
| 7.–8. Sep. 2022 | Weltklasse Zürich                                       | Letzigrund                     | Zürich     | Schweiz                |

2023
| Datum             | Veranstaltung                                           | Stadion                               | Stadt     | Land                   |
| ----------------- | ------------------------------------------------------- | ------------------------------------- | --------- | ---------------------- |
| 5. Mai 2023       | Doha Diamond League                                     | Khalifa International Stadium         | Doha      | Katar                  |
| 28. Mai 2023      | Meeting International Mohammed VI d’Athlétisme de Rabat | Stade Moulay Abdallah                 | Rabat     | Marokko                |
| 2. Juni 2023      | Golden Gala                                             | Stadio Luigi Ridolfi                  | Florenz   | Italien                |
| 9. Juni 2023      | Meeting de Paris                                        | Stade Charléty                        | Paris     | Frankreich             |
| 15. Juni 2023     | Bislett Games                                           | Bislett-Stadion                       | Oslo      | Norwegen               |
| 30. Juni 2023     | Athletissima                                            | Stade Olympique de la Pontaise        | Lausanne  | Schweiz                |
| 2. Juli 2023      | Bauhaus-Galan                                           | Olympiastadion                        | Stockholm | Schweden               |
| 16. Juli 2023     | Kamila Skolimowska Memorial                             | Stadion Śląski                        | Chorzów   | Polen                  |
| 21. Juli 2023     | Herculis                                                | Stade Louis II                        | Monaco    | Monaco                 |
| 23. Juli 2023     | London Grand Prix                                       | Crystal Palace National Sports Centre | London    | Vereinigtes Königreich |
| 31. Aug. 2023     | Weltklasse Zürich                                       | Letzigrund                            | Zürich    | Schweiz                |
| 2. Sep. 2023      | Xiamen Diamond League                                   | Xiamen Sports Centre Stadium          | Xiamen    | Volksrepublik China    |
| 8. Sep. 2023      | Memorial Van Damme                                      | König-Baudouin-Stadion                | Brüssel   | Belgien                |
| 16.–17. Sep. 2023 | Prefontaine Classic                                     | Hayward Field                         | Eugene    | Vereinigte Staaten     |

2024
| Datum             | Veranstaltung                                           | Stadion                              | Stadt     | Land                   |
| ----------------- | ------------------------------------------------------- | ------------------------------------ | --------- | ---------------------- |
| 20. Apr. 2024     | Xiamen Diamond League                                   | Xiamen Sports Centre Stadium         | Xiamen    | Volksrepublik China    |
| 27. Apr. 2024     | Yangtze Delta Athletics Diamond Gala                    | Suzhou Olympic Sports Centre Stadium | Suzhou    | Volksrepublik China    |
| 10. Mai 2024      | Doha Diamond League                                     | Khalifa International Stadium        | Doha      | Katar                  |
| 19. Mai 2024      | Meeting International Mohammed VI d’Athlétisme de Rabat | Stade Moulay Abdallah                | Rabat     | Marokko                |
| 25. Mai 2024      | Prefontaine Classic                                     | Hayward Field                        | Eugene    | Vereinigte Staaten     |
| 30. Mai 2024      | Bislett Games                                           | Bislett-Stadion                      | Oslo      | Norwegen               |
| 2. Juni 2024      | Bauhaus-Galan                                           | Olympiastadion                       | Stockholm | Schweden               |
| 7. Juli 2024      | Meeting de Paris                                        | Stade Charléty                       | Paris     | Frankreich             |
| 12. Juli 2024     | Herculis                                                | Stade Louis II                       | Monaco    | Monaco                 |
| 20. Juli 2024     | London Grand Prix                                       | Olympiastadion London                | London    | Vereinigtes Königreich |
| 22. Aug. 2024     | Athletissima                                            | Stade Olympique de la Pontaise       | Lausanne  | Schweiz                |
| 25. Aug. 2024     | Kamila Skolimowska Memorial                             | Stadion Śląski                       | Chorzów   | Polen                  |
| 30. Aug. 2024     | Golden Gala                                             | Olympiastadion                       | Rom       | Italien                |
| 5. Sep. 2024      | Weltklasse Zürich                                       | Letzigrund                           | Zürich    | Schweiz                |
| 13.–14. Sep. 2024 | Memorial Van Damme                                      | König-Baudouin-Stadion               | Brüssel   | Belgien                |

2025
| Datum             | Veranstaltung                                           | Stadion                                   | Stadt     | Land                   |
| ----------------- | ------------------------------------------------------- | ----------------------------------------- | --------- | ---------------------- |
| 26. Apr. 2025     | Xiamen Diamond League                                   | Xiamen Egret Stadium                      | Xiamen    | Volksrepublik China    |
| 3. Mai 2025       | Yangtze Delta Athletics Diamond Gala                    | Shaoxing China Textile City Sports Center | Shaoxing  | Volksrepublik China    |
| 16. Mai 2025      | Doha Diamond League                                     | Khalifa International Stadium             | Doha      | Katar                  |
| 25. Mai 2025      | Meeting International Mohammed VI d’Athlétisme de Rabat | Stade Moulay Abdallah                     | Rabat     | Marokko                |
| 6. Juni 2025      | Golden Gala                                             | Olympiastadion                            | Rom       | Italien                |
| 12. Juni 2025     | Bislett Games                                           | Bislett-Stadion                           | Oslo      | Norwegen               |
| 15. Juni 2025     | Bauhaus-Galan                                           | Olympiastadion                            | Stockholm | Schweden               |
| 20. Juni 2025     | Meeting de Paris                                        | Stade Charléty                            | Paris     | Frankreich             |
| 5. Juli 2025      | Prefontaine Classic                                     | Hayward Field                             | Eugene    | Vereinigte Staaten     |
| 11. Juli 2025     | Herculis                                                | Stade Louis II                            | Monaco    | Monaco                 |
| 19. Juli 2025     | London Grand Prix                                       | Olympiastadion London                     | London    | Vereinigtes Königreich |
| 16. Aug. 2025     | Kamila Skolimowska Memorial                             | Stadion Śląski                            | Chorzów   | Polen                  |
| 20. Aug. 2025     | Athletissima                                            | Stade Olympique de la Pontaise            | Lausanne  | Schweiz                |
| 22. Aug. 2025     | Memorial Van Damme                                      | König-Baudouin-Stadion                    | Brüssel   | Belgien                |
| 27.–28. Aug. 2025 | Weltklasse Zürich                                       | Letzigrund                                | Zürich    | Schweiz                |

## Diamond-League-Sieger
Bis 2019 Gewinner der Diamond-Race.

### Männer
| Disziplin        | 2010                | 2011              | 2012                  | 2013              | 2014                    | 2015                   | 2016                      | 2017               |
| ---------------- | ------------------- | ----------------- | --------------------- | ----------------- | ----------------------- | ---------------------- | ------------------------- | ------------------ |
| 100 Meter        | Tyson Gay           | Asafa Powell      | Usain Bolt            | Justin Gatlin     | Justin Gatlin           | Justin Gatlin          | Asafa Powell              | Chijindu Ujah      |
| 200 Meter        | Wallace Spearmon    | Walter Dix        | Nickel Ashmeade       | Warren Weir       | Alonso Edward           | Alonso Edward          | Alonso Edward             | Noah Lyles         |
| 400 Meter        | Jeremy Wariner      | Kirani James      | Kevin Borlée          | LaShawn Merritt   | LaShawn Merritt         | Kirani James           | LaShawn Merritt           | Isaac Makwala      |
| 800 Meter        | David Rudisha       | David Rudisha     | Mohammed Aman         | Mohammed Aman     | Nijel Amos              | Nijel Amos             | Ferguson Cheruiyot Rotich | Nijel Amos         |
| 1500 Meter       | Asbel Kiprop        | Nixon Chepseba    | Silas Kiplagat        | Ayanleh Souleiman | Silas Kiplagat          | Asbel Kiprop           | Asbel Kiprop              | Timothy Cheruiyot  |
| 5000 Meter       | Imane Merga         | Imane Merga       | Isiah Kiplangat Koech | Yenew Alamirew    | Caleb Mwangangi Ndiku   | Yomif Kejelcha         | Hagos Gebrhiwet           | Mo Farah           |
| 110 m Hürden     | David Oliver        | Dayron Robles     | Aries Merritt         | David Oliver      | Pascal Martinot-Lagarde | David Oliver           | Orlando Ortega            | Sergei Schubenkow  |
| 400 m Hürden     | Bershawn Jackson    | David Greene      | Javier Culson         | Javier Culson     | Michael Tinsley         | Bershawn Jackson       | Kerron Clement            | Kyron McMaster     |
| 3000 m Hindernis | Paul Koech          | Paul Koech        | Paul Koech            | Conseslus Kipruto | Jairus Kipchoge Birech  | Jairus Kipchoge Birech | Conseslus Kipruto         | Conseslus Kipruto  |
| Hochsprung       | Iwan Uchow          | Jesse Williams    | Robert Grabarz        | Bohdan Bondarenko | Mutaz Essa Barshim      | Mutaz Essa Barshim     | Erik Kynard               | Mutaz Essa Barshim |
| Stabhochsprung   | Renaud Lavillenie   | Renaud Lavillenie | Renaud Lavillenie     | Renaud Lavillenie | Renaud Lavillenie       | Renaud Lavillenie      | Renaud Lavillenie         | Sam Kendricks      |
| Weitsprung       | Dwight Phillips     | Mitchell Watt     | Alexander Menkow      | Alexander Menkow  | Godfrey Khotso Mokoena  | Greg Rutherford        | Fabrice Lapierre          | Luvo Manyonga      |
| Dreisprung       | Teddy Tamgho        | Phillips Idowu    | Christian Taylor      | Christian Taylor  | Christian Taylor        | Christian Taylor       | Christian Taylor          | Christian Taylor   |
| Kugelstoßen      | Christian Cantwell  | Dylan Armstrong   | Reese Hoffa           | Ryan Whiting      | Reese Hoffa             | Joe Kovacs             | Tomas Walsh               | Darrell Hill       |
| Diskuswurf       | Piotr Małachowski   | Virgilijus Alekna | Gerd Kanter           | Gerd Kanter       | Piotr Małachowski       | Piotr Małachowski      | Piotr Małachowski         | Andrius Gudžius    |
| Speerwurf        | Andreas Thorkildsen | Matthias de Zordo | Vítězslav Veselý      | Vítězslav Veselý  | Thomas Röhler           | Tero Pitkämäki         | Jakub Vadlejch            | Jakub Vadlejch     |

| Disziplin        | 2018                 | 2019                   | 2020  | 2021                 | 2022                | 2023               | 2024                 |
| ---------------- | -------------------- | ---------------------- | ----- | -------------------- | ------------------- | ------------------ | -------------------- |
| 100 Meter        | Christian Coleman    | Noah Lyles             | n. a. | Fred Kerley          | Trayvon Bromell     | Christian Coleman  | Ackeem Blake         |
| 200 Meter        | Noah Lyles           | Noah Lyles             | n. a. | Kenneth Bednarek     | Noah Lyles          | Andre De Grasse    | Kenneth Bednarek     |
| 400 Meter        | Fred Kerley          | Michael Norman         | n. a. | Michael Cherry       | Kirani James        | Kirani James       | Charlie Dobson       |
| 800 Meter        | Emmanuel Korir       | Donavan Brazier        | n. a. | Emmanuel Korir       | Emmanuel Korir      | Emmanuel Wanyonyi  | Emmanuel Wanyonyi    |
| 1500 Meter       | Timothy Cheruiyot    | Timothy Cheruiyot      | n. a. | Timothy Cheruiyot    | Jakob Ingebrigtsen  | Jakob Ingebrigtsen | Jakob Ingebrigtsen   |
| 5000 Meter       | Selemon Barega       | Joshua Cheptegei       | n. a. | Berihu Aregawi       | Nicholas Kimeli     | Jakob Ingebrigtsen | Berihu Aregawi       |
| 110 m Hürden     | Sergei Schubenkow    | Orlando Ortega         | n. a. | Devon Allen          | Grant Holloway      | Hansle Parchment   | Sasha Zhoya          |
| 400 m Hürden     | Kyron McMaster       | Karsten Warholm        | n. a. | Karsten Warholm      | Alison dos Santos   | Rai Benjamin       | Alison dos Santos    |
| 3000 m Hindernis | Conseslus Kipruto    | Getnet Wale            | n. a. | Benjamin Kigen       | Soufiane el-Bakkali | Simon Kiprop Koech | Amos Serem           |
| Hochsprung       | Brandon Starc        | Andrij Prozenko        | n. a. | Gianmarco Tamberi    | Gianmarco Tamberi   | Woo Sang-hyeok     | Gianmarco Tamberi    |
| Stabhochsprung   | Timur Morgunow       | Sam Kendricks          | n. a. | Armand Duplantis     | Armand Duplantis    | Armand Duplantis   | Armand Duplantis     |
| Weitsprung       | Luvo Manyonga        | Juan Miguel Echevarría | n. a. | Thobias Montler      | Miltiadis Tendoglou | Simon Ehammer      | Tajay Gayle          |
| Dreisprung       | Pedro Pablo Pichardo | Christian Taylor       | n. a. | Pedro Pablo Pichardo | Andy Díaz           | Andy Díaz          | Pedro Pablo Pichardo |
| Kugelstoßen      | Tomas Walsh          | Tomas Walsh            | n. a. | Ryan Crouser         | Joe Kovacs          | Joe Kovacs         | Leonardo Fabbri      |
| Diskuswurf       | Fedrick Dacres       | Daniel Ståhl           | n. a. | Daniel Ståhl         | Kristjan Čeh        | Matthew Denny      | Matthew Denny        |
| Speerwurf        | Andreas Hofmann      | Magnus Kirt            | n. a. | Johannes Vetter      | Neeraj Chopra       | Jakub Vadlejch     | Anderson Peters      |

### Frauen
| Disziplin        | 2010                    | 2011                 | 2012                 | 2013                    | 2014                    | 2015                    | 2016                    | 2017                               |
| ---------------- | ----------------------- | -------------------- | -------------------- | ----------------------- | ----------------------- | ----------------------- | ----------------------- | ---------------------------------- |
| 100 Meter        | Carmelita Jeter         | Carmelita Jeter      | Shelly-Ann Fraser    | Shelly-Ann Fraser-Pryce | Veronica Campbell-Brown | Shelly-Ann Fraser-Pryce | Elaine Thompson         | Elaine Thompson                    |
| 200 Meter        | Allyson Felix           | Carmelita Jeter      | ChaRonda Williams    | Shelly-Ann Fraser-Pryce | Allyson Felix           | Allyson Felix           | Dafne Schippers         | Shaunae Miller-Uibo                |
| 400 Meter        | Allyson Felix           | Amantle Montsho      | Amantle Montsho      | Amantle Montsho         | Novlene Williams-Mills  | Francena McCorory       | Stephenie Ann McPherson | Shaunae Miller-Uibo                |
| 800 Meter        | Janeth Jepkosgei        | Jennifer Meadows     | Pamela Jelimo        | Eunice Jepkoech Sum     | Eunice Jepkoech Sum     | Eunice Jepkoech Sum     | Caster Semenya          | Caster Semenya                     |
| 1500 Meter       | Nancy Lagat             | Morgan Uceny         | Abeba Aregawi        | Abeba Aregawi           | Jennifer Simpson        | Sifan Hassan            | Laura Muir              | Faith Kipyegon                     |
| 5000 Meter       | Vivian Cheruiyot        | Vivian Cheruiyot     | Vivian Cheruiyot     | Meseret Defar           | Mercy Cherono           | Genzebe Dibaba          | Almaz Ayana             | Hellen Obiri                       |
| 100 m Hürden     | Priscilla Lopes-Schliep | Danielle Carruthers  | Dawn Harper          | Dawn Harper             | Dawn Harper             | Dawn Harper             | Kendra Harrison         | Sally Pearson                      |
| 400 m Hürden     | Kaliese Spencer         | Kaliese Spencer      | Kaliese Spencer      | Zuzana Hejnová          | Kaliese Spencer         | Zuzana Hejnová          | Cassandra Tate          | Dalilah Muhammad                   |
| 3000 m Hindernis | Milcah Chemos Cheywa    | Milcah Chemos Cheywa | Milcah Chemos Cheywa | Milcah Chemos Cheywa    | Hiwot Ayalew            | Virginia Nyambura       | Ruth Jebet              | Ruth Jebet                         |
| Hochsprung       | Blanka Vlašić           | Blanka Vlašić        | Chaunté Lowe         | Swetlana Schkolina      | Marija Kutschina        | Ruth Beitia             | Ruth Beitia             | Marija Lassizkene (geb. Kutschina) |
| Stabhochsprung   | Fabiana Murer           | Silke Spiegelburg    | Silke Spiegelburg    | Silke Spiegelburg       | Fabiana Murer           | Nikoleta Kyriakopoulou  | Katerina Stefanidi      | Katerina Stefanidi                 |
| Weitsprung       | Brittney Reese          | Brittney Reese       | Jelena Sokolowa      | Shara Proctor           | Tianna Bartoletta       | Tianna Bartoletta       | Ivana Španović          | Ivana Španović                     |
| Dreisprung       | Yargelis Savigne        | Olha Saladucha       | Olga Rypakowa        | Caterine Ibargüen       | Caterine Ibargüen       | Caterine Ibargüen       | Caterine Ibargüen       | Olga Rypakowa                      |
| Kugelstoßen      | Nadseja Astaptschuk     | Valerie Adams        | Valerie Adams        | Valerie Adams           | Valerie Adams           | Christina Schwanitz     | Valerie Adams           | Gong Lijiao                        |
| Diskuswurf       | Yarelis Barrios         | Yarelis Barrios      | Sandra Perković      | Sandra Perković         | Sandra Perković         | Sandra Perković         | Sandra Perković         | Sandra Perković                    |
| Speerwurf        | Barbora Špotáková       | Christina Obergföll  | Barbora Špotáková    | Christina Obergföll     | Barbora Špotáková       | Barbora Špotáková       | Madara Palameika        | Barbora Špotáková                  |

| Disziplin        | 2018                   | 2019                | 2020  | 2021                  | 2022                    | 2023                  | 2024                  |
| ---------------- | ---------------------- | ------------------- | ----- | --------------------- | ----------------------- | --------------------- | --------------------- |
| 100 Meter        | Murielle Ahouré        | Dina Asher-Smith    | n. a. | Elaine Thompson-Herah | Shelly-Ann Fraser-Pryce | Shericka Jackson      | Julien Alfred         |
| 200 Meter        | Shaunae Miller-Uibo    | Shaunae Miller-Uibo | n. a. | Christine Mboma       | Shericka Jackson        | Shericka Jackson      | Brittany Brown        |
| 400 Meter        | Salwa Eid Naser        | Salwa Eid Naser     | n. a. | Quanera Hayes         | Marileidy Paulino       | Marileidy Paulino     | Marileidy Paulino     |
| 800 Meter        | Caster Semenya         | Ajeé Wilson         | n. a. | Keely Hodgkinson      | Mary Moraa              | Keely Hodgkinson      | Mary Moraa            |
| 1500 Meter       | Laura Muir             | Sifan Hassan        | n. a. | Faith Kipyegon        | Faith Kipyegon          | Faith Kipyegon        | Faith Kipyegon        |
| 5000 Meter       | Hellen Obiri           | Sifan Hassan        | n. a. | Francine Niyonsaba    | Beatrice Chebet         | Gudaf Tsegay          | Beatrice Chebet       |
| 110 m Hürden     | Brianna McNeal         | Danielle Williams   | n. a. | Tobi Amusan           | Tobi Amusan             | Tobi Amusan           | Jasmine Camacho-Quinn |
| 400 m Hürden     | Dalilah Muhammad       | Sydney McLaughlin   | n. a. | Femke Bol             | Femke Bol               | Femke Bol             | Femke Bol             |
| 3000 m Hindernis | Beatrice Chepkoech     | Beatrice Chepkoech  | n. a. | Norah Jeruto          | Werkuha Getachew        | Winfred Mutile Yavi   | Faith Cherotich       |
| Hochsprung       | Marija Lassizkene      | Marija Lassizkene   | n. a. | Marija Lassizkene     | Jaroslawa Mahutschich   | Jaroslawa Mahutschich | Jaroslawa Mahutschich |
| Stabhochsprung   | Katerina Stefanidi     | Katerina Stefanidi  | n. a. | Anschelika Sidorowa   | Nina Kennedy            | Katie Moon            | Nina Kennedy          |
| Weitsprung       | Caterine Ibargüen      | Malaika Mihambo     | n. a. | Ivana Vuleta          | Ivana Vuleta            | Ivana Vuleta          | Larissa Iapichino     |
| Dreisprung       | Caterine Ibargüen      | Shanieka Ricketts   | n. a. | Yulimar Rojas         | Yulimar Rojas           | Yulimar Rojas         | Leyanis Pérez         |
| Kugelstoßen      | Gong Lijiao            | Gong Lijiao         | n. a. | Magdalyn Ewen         | Chase Ealey             | Chase Ealey           | Sarah Mitton          |
| Diskuswurf       | Yaimé Pérez            | Yaimé Pérez         | n. a. | Valarie Allman        | Valarie Allman          | Valarie Allman        | Valarie Allman        |
| Speerwurf        | Tazzjana Chaladowitsch | Lü Huihui           | n. a. | Christin Hussong      | Kara Winger             | Haruka Kitaguchi      | Haruka Kitaguchi      |

### Erfolgreichste Athleten
| Platz | Athlet (Disziplin)                         | Siege |
| ----- | ------------------------------------------ | ----- |
| 1.    | Renaud Lavillenie (Stabhochsprung)         | 7     |
| 1.    | Christian Taylor (Dreisprung)              | 7     |
| 3.    | Caterine Ibargüen (Dreisprung, Weitsprung) | 6     |
| 3.    | Sandra Perković (Diskuswurf)               | 6     |
| 5.    | Valerie Adams (Kugelstoßen)                | 5     |
| 5.    | Barbora Špotáková (Speerwurf)              | 5     |
| 5.    | Marija Lassizkene (Hochsprung)             | 5     |
| 5.    | Shelly-Ann Fraser-Pryce (100 m, 200 m)     | 5     |
| 5.    | Noah Lyles (100 m, 200 m)                  | 5     |
| 5.    | Ivana Vuleta (Weitsprung)                  | 5     |
| 5.    | Faith Kipyegon (1500 m)                    | 5     |
| 12.   | Milcah Chemos Cheywa (3000 m Hindernis)    | 4     |
| 12.   | Allyson Felix (200 m, 400 m)               | 4     |
| 12.   | Dawn Harper-Nelson (100 m Hürden)          | 4     |
| 12.   | Piotr Małachowski (Diskuswurf)             | 4     |
| 12.   | Shaunae Miller-Uibo (200 m, 400 m)         | 4     |
| 12.   | Kaliese Spencer (400 m Hürden)             | 4     |
| 12.   | Katerina Stefanidi (Stabhochsprung)        | 4     |
| 12.   | Timothy Cheruiyot (1500 m)                 | 4     |
| 12.   | Conseslus Kipruto (3000 m Hindernis)       | 4     |
| 12.   | Kirani James (400 m)                       | 4     |
| 12.   | Femke Bol (400 m Hürden)                   | 4     |
| 12.   | Armand Duplantis (Stabhochsprung)          | 4     |
| 12.   | Valarie Allman (Diskuswurf)                | 4     |
| 12.   | Jakob Ingebrigtsen (1500 m)                | 4     |

## Diamond-League-Rekorde
Serienrekorde, die bei Veranstaltungen der Diamond League seit 2010 aufgestellt wurden.
Legende
- = Weltrekord
- = Europarekord
- = Nationaler Rekord
- * = Ausstehende Ratifizierung
- i = In der Halle erreicht

### Männer
| Disziplin           | Leistung       | Sportler               | Veranstaltung                          | Ort                                      | Datum      | R.S. |
| ------------------- | -------------- | ---------------------- | -------------------------------------- | ---------------------------------------- | ---------- | ---- |
| 100 yds             | 9,68 s (−3,4)  | André de Grasse        |                                        | IMG Academy, Bradenton, FL               | 09.07.2020 | 1040 |
| 100 m               | 9,69 s (−0,1)  | Yohan Blake            | Athletissima                           | Stade Olympique de la Pontaise, Lausanne | 23.08.2012 | 1316 |
| 200 m               | 19,26 s (+0,7) | Yohan Blake            | Memorial Van Damme                     | Boudewijnstadion, Brüssel                | 16.09.2011 | 1339 |
| 300 m               | 31,63 s        | Wayde van Niekerk      | British Grand Prix                     | Alexander Stadium, Birmingham            | 07.06.2015 | 1196 |
| 400 m               | 43,60 s        | Michael Norman         | Prefontaine Classic                    | Hayward Field, Eugene                    | 28.05.2022 | 1279 |
| 600 m               | 1:13,10 min    | David Rudisha          | British Grand Prix                     | Alexander Stadium, Birmingham            | 05.06.2016 | 1230 |
| 800 m               | 1:41,11 min    | Emmanuel Wanyonyi      | Herculis                               | Stade Louis II, Monaco                   | 22.08.2024 | 1295 |
| 1000 m              | 2:13,49 min    | Ayanleh Souleiman      | Athletissima                           | Stade Olympique de la Pontaise, Lausanne | 12.07.2024 | 1218 |
| 1500 m              | 3:26,69 min    | Asbel Kiprop           | Herculis                               | Stade Louis II, Monaco                   | 17.07.2015 | 1292 |
| 1 Meile             | 3:43,73 min    | Jakob Ingebrigtsen     | Prefontaine Classic                    | Hayward Field, Eugene, OR                | 16.09.2023 | 1284 |
| 2000 m              | 4:43,13 min    | Jakob Ingebrigtsen     | Memorial Van Damme                     | Boudewijnstadion, Brüssel                | 08.09.2023 | 1307 |
| 3000 m              | 7:17,55 min    | Jakob Ingebrigtsen     | Silesia, Memoriał Kamili Skolimowskiej | Stadion Śląski, Chorzów                  | 25.08.2024 | 1320 |
| 2 Meilen            | 7:54,10 min    | Jakob Ingebrigtsen     | Meeting de Paris                       | Stade Charléty, Paris                    | 09.06.2023 | 1304 |
| 5000 m              | 12:35,36 min   | Joshua Cheptegei       | Herculis                               | Stade Louis II, Monaco                   | 14.08.2020 | 1302 |
| 10.000 m            | 26:43,16 min   | Kenenisa Bekele        | Memorial Van Damme                     | Boudewijnstadion, Brüssel                | 16.09.2011 | 1253 |
| 20.000 m            | 56:20,02 min   | Bashir Abdi            | Memorial Van Damme                     | Boudewijnstadion, Brüssel                | 04.09.2020 | 1248 |
| 1 Stunde            | 21.330 m       | Mo Farah               | Memorial Van Damme                     | Boudewijnstadion, Brüssel                | 04.09.2020 | 1302 |
| 25.000 m            | 1:12:46,5 h    | Sondre Nordstad Moen   | Impossible Games                       | Bislett-Stadion, Oslo                    | 11.06.2020 | 1221 |
| 30.000 m            | 1:26:47,4 h    | Moses Mosop            | Prefontaine Classic                    | Hayward Field, Eugene, OR                | 03.06.2011 | 1268 |
| 110 m Hürden        | 12,80 s (+0,3) | Aries Merritt          | Memorial Van Damme                     | Boudewijnstadion, Brüssel                | 07.09.2012 | 1294 |
| 300 m Hürden        | 32,67 s        | Karsten Warholm        | Bislett Games                          | Bislett-Stadion, Oslo                    | 11.06.2025 | 1319 |
| 400 m Hürden        | 46,28 s        | Karsten Warholm        | Silesia, Memoriał Kamili Skolimowskiej | Stadion Śląski, Chorzów                  | 16.08.2025 | 1322 |
| 3000 m Hindernis    | 7:52,11 min    | Lamecha Girma          | Meeting de Paris                       | Stade Charléty, Paris                    | 09.06.2023 | 1295 |
| 4 × 100 m           | 37,45 s        | Vereinigte Staaten     | Weltklasse Zürich                      | Letzigrund, Zürich                       | 19.08.2010 | 1269 |
| 4 × 400 m           | 3:01,46 min    | Ungarn                 | Silesia, Memoriał Kamili Skolimowskiej | Stadion Śląski, Chorzów                  | 16.08.2025 | 1229 |
| 1 Meile Bahngehen   | 5:31,08 min    | Tom Bosworth           | British Grand Prix                     | Olympic Stadium, London                  | 09.07.2017 | 0    |
| 3000 m Bahngehen    | 10:43,84 min   | Tom Bosworth           | British Grand Prix                     | Olympic Stadium, London                  | 21.07.2018 | 1223 |
| Hochsprung          | 2,43 m         | Mutaz Essa Barshim     | Memorial Van Damme                     | Boudewijnstadion, Brüssel                | 05.09.2014 | 1296 |
| Stabhochsprung      | 6,28 m         | Armand Duplantis       | Bauhaus-Galan                          | Olympiastadion Stockholm, Stockholm      | 15.06.2025 | 1344 |
| Stabhochsprung i    | 5,92 m         | Shawnacy Barber        | Weltklasse Zürich                      | Letzigrund, Zürich                       | 02.09.2015 | 1245 |
| Weitsprung          | 8,65 m (−0,5)  | Juan Miguel Echevarría | Weltklasse Zürich                      | Letzigrund, Zürich                       | 29.08.2019 | 1280 |
| Dreisprung          | 18,11 m (+0,8) | Christian Taylor       | Prefontaine Classic                    | Hayward Field, Eugene, OR                | 27.05.2017 | 1283 |
| Kugelstoßen         | 23,23 m        | Joe Kovacs             | Weltklasse Zürich                      | Sechseläutenplatz, Zürich                | 07.09.2022 | 1314 |
| Kugelstoßen i       | 22,03 m        | Ryan Whiting           | Weltklasse Zürich                      | Letzigrund, Zürich                       | 28.08.2013 | 1242 |
| Diskuswurf          | 71,70 m        | Mykolas Alekna         | London Grand Prix                      | Olympic Stadium, London                  | 19.07.2025 | 1276 |
| Hammerwurf          | 83,16 m        | Rudy Winkler           | Prefontaine Classic                    | Hayward Field, Eugene, OR                | 05.07.2025 | 1252 |
| Speerwurf           | 93,90 m        | Thomas Röhler          | Doha Diamond League                    | Suhaim bin Hamad Stadium, Doha           | 05.05.2017 | 1299 |
| Stand: 5. Juli 2025 |                |                        |                                        |                                          |            |      |

### Frauen
| Disziplin           | Leistung       | Sportler              | Veranstaltung                          | Ort                                      | Datum      | R.S. |
| ------------------- | -------------- | --------------------- | -------------------------------------- | ---------------------------------------- | ---------- | ---- |
| 100 m               | 10,54 s (+0,9) | Elaine Thompson-Herah | Prefontaine Classic                    | Hayward Field, Eugene, OR                | 21.08.2021 | 1302 |
| 150 m               | 16,81 s (−2,6) | Allyson Felix         |                                        | Hilmer Lodge Stadium, Walnut, CA         | 09.07.2020 | 1162 |
| 200 m               | 21,48 s (+0,2) | Shericka Jackson      | Memorial Van Damme                     | Boudewijnstadion, Brüssel                | 08.09.2023 | 1293 |
| 400 m               | 48,97 s        | Shaunae Miller-Uibo   | Herculis                               | Stade Louis II, Monaco                   | 20.07.2018 | 1247 |
| 600 m               | 1:29,06 min    | Hedda Hynne           | Impossible Games                       | Bislett-Stadion, Oslo                    | 11.06.2020 | 1074 |
| 800 m               | 1:54,25 min    | Caster Semenya        | Meeting de Paris                       | Stade Charléty, Paris                    | 30.06.2018 | 1267 |
| 1000 m              | 2:29,15 min    | Faith Kipyegon        | Herculis                               | Stade Louis II, Monaco                   | 14.08.2020 | 1249 |
| 1500 m              | 3:48,68 min    | Faith Kipyegon        | Prefontaine Classic                    | Hayward Field, Eugene, OR                | 05.07.2025 | 1299 |
| 1 Meile             | 4:07,64 min    | Faith Kipyegon        | Herculis                               | Stade Louis II, Monaco                   | 21.07.2023 | 1286 |
| 3000 m              | 8:07,04 min    | Faith Kipyegon        | Silesia, Memoriał Kamili Skolimowskiej | Stadion Śląski, Chorzów                  | 16.08.2025 | 1290 |
| 2 Meilen            | 9:00,75 min    | Francine Niyonsaba    | Prefontaine Classic                    | Hayward Field, Eugene, OR                | 20.08.2021 | 1231 |
| 5000 m              | 13:58,06 min   | Beatrice Chebet       | Prefontaine Classic                    | Hayward Field, Eugene                    | 05.07.2025 | 1287 |
| 10.000 m            | 28:54,14 min   | Beatrice Chebet       | Prefontaine Classic                    | Hayward Field, Eugene, OR                | 25.05.2024 | 1309 |
| 1 Stunde            | 18.930 m       | Sifan Hassan          | Memorial Van Damme                     | Boudewijnstadion, Brüssel                | 04.09.2020 | 1210 |
| 100 m Hürden        | 12,19 s (+1,4) | Masai Russell         | Silesia, Memoriał Kamili Skolimowskiej | Stadion Śląski, Chorzów                  | 16.08.2025 | 1262 |
| 200 m Hürden        | 26,11 s (−0,9) | Line Kloster          | Impossible Games                       | Bislett-Stadion, Oslo                    | 11.06.2020 | 1220 |
| 300 m Hürden        | 39,08 s        | Georganne Moline      |                                        | Hilmer Lodge Stadium, Walnut, CA         | 09.07.2020 | 1251 |
| 400 m Hürden        | 51,45 s        | Femke Bol             | London Grand Prix                      | Olympiastadion, London                   | 23.07.2023 | 1286 |
| 3000 m Hindernis    | 8:44,32 min    | Beatrice Chepkoech    | Herculis                               | Stade Louis II, Monaco                   | 20.07.2018 | 1285 |
| 3 × 100 m           | 32,25 s        | Vereinigte Staaten    |                                        | Hilmer Lodge Stadium, Walnut, CA         | 09.07.2020 | 0    |
| 4 × 100 m           | 41,60 s        | Jamaika               | Weltklasse Zürich                      | Letzigrund, Zürich                       | 03.09.2015 | 1238 |
| 4 × 400 m           | 3:28,38        | Großbritannien        | Bislett Games                          | Bislett-Stadion, Oslo                    | 15.06.2023 | 1152 |
| Hochsprung          | 2,10 m         | Jaroslawa Mahutschich | Meeting de Paris                       | Stade Charléty, Paris                    | 07.07.2024 | 1319 |
| Stabhochsprung      | 5,01 m         | Anschelika Sidorowa   | Weltklasse Zürich                      | Letzigrund, Zürich                       | 09.09.2021 | 1274 |
| Stabhochsprung i    | 4,87 m         | Katerina Stefanidi    | Weltklasse Zürich                      | Letzigrund, Zürich                       | 23.08.2017 | 1230 |
| Stabhochsprung i    | 4,87 m         | Sandi Morris          | Weltklasse Zürich                      | Letzigrund, Zürich                       | 23.08.2017 | 1230 |
| Stabhochsprung i    | 4,87 m         | Anzhelika Sidorowa    | Weltklasse Zürich                      | Hauptbahnhof, Zürich                     | 28.08.2019 | 1230 |
| Weitsprung          | 7,25 m (+1,6)  | Brittney Reese        | Doha Diamond League                    | Suhaim bin Hamad Stadium, Doha           | 10.05.2013 | 1273 |
| Dreisprung          | 15,52 m (+0,6) | Yulimar Rojas         | Herculis                               | Stade Olympique de la Pontaise, Lausanne | 26.08.2021 | 1274 |
| Kugelstoßen         | 21,03 m        | Valerie Adams         | Golden Gala                            | Stadio Olimpico, Rom                     | 31.05.2012 | 1272 |
| Kugelstoßen i       | 20,98 m        | Valerie Adams         | Weltklasse Zürich                      | Letzigrund, Zürich                       | 28.08.2013 | 1269 |
| Diskuswurf          | 71,38 m        | Sandra Perković       | Doha Diamond League                    | Suhaim bin Hamad Stadium, Doha           | 04.05.2018 | 1282 |
| Hammerwurf          | 78,88 m        | Camryn Rogers         | Prefontaine Classic                    | Hayward Field, Eugene, OR                | 05.07.2025 | 1237 |
| Speerwurf           | 69,57 m        | Christina Obergföll   | Weltklasse Zürich                      | Letzigrund, Zürich                       | 08.09.2011 | 1256 |
| Stand: 5. Juli 2025 |                |                       |                                        |                                          |            |      |